# Taylor Hawkins
Oliver Taylor Hawkins (født 17. februar 1972 i Fort Worth, Texas, død 25. marts 2022 i Bogotá, Colombia) var en amerikansk musiker, bedst kendt som trommeslager i rockbandet Foo Fighters.
Før han kom til bandet i 1997 var han tourtrommeslager for Alanis Morissette på hendes Jagged Little Pill tour, samt trommeslager i det progressive eksperimenterende band ved navn Sylvia, som efter at have ændret deres navn til Anyone, skrev pladekontrakt med Roadrunner Records. Hans fætter, Kevin Harrell, præsenterede ham for Dave Grohl efter at have campet med ham i flere uger i Ozarks. Hawkins blev herefter trommeslager for Grohls band, Foo Fighters. i 2005 blev han valgt til "Bedste Rocktrommeslager" af den britiske trommemagasin Rhythm.
I 2004, stiftede Hawkins sit eget side-projekt, Taylor Hawkins and the Coattail Riders, hvor han spillede trommer og sang.